# Andrei Walentinowitsch Chomutow
Andrei Walentinowitsch Chomutow (russisch Андрей Валентинович Хомутов; * 21. April 1961 in Jaroslawl, Russische SFSR) ist ein ehemaliger russischer Eishockeyspieler und derzeitiger -trainer, der während seiner Karriere für den HK ZSKA Moskau in seinem Heimatland und Fribourg-Gottéron in der Schweizer Nationalliga A spielte. Chomutow ist mit drei Olympiasiegen sowie sieben Welt- und Europameistertiteln einer der erfolgreichsten Eishockeyspieler auf internationaler Ebene.

## Karriere

### Als Spieler
Chomutow spielte von 1980 bis 1990 für HK ZSKA Moskau und wurde mit ZSKA zwischen 1981 und 1989 neunmal in Folge Sowjetischer Meister. Beim NHL Entry Draft 1989 wurde er in der zehnten Runde an 190. Stelle von den Quebec Nordiques ausgewählt. Dennoch ging er nach dem Zerfall der Sowjetunion nicht in die National Hockey League, sondern spielte von 1990 bis 1998 für Fribourg-Gottéron in der schweizerischen Liga. Insgesamt erzielte er 197 Tore in 421 Spielen in der sowjetischen Liga.

#### International
Am 16. April 1980 stand er in einem Spiel gegen die Finnland zum ersten Mal für die Sbornaja auf dem Eis. Am 7. Dezember 1990 bestritt er sein letztes Länderspiel für die UdSSR. Bei den Eishockey-Weltmeisterschaften wurde er sieben Mal mit seiner Mannschaft Weltmeister (1981, 1982, 1983, 1986, 1989 1990 und 1993). Seine internationale Karriere wurde mit den Goldmedaillen bei den Olympischen Winterspielen 1984, 1988 und 1992 gekrönt. 1982 wurde er als Verdienter Meister des Sports der UdSSR ausgezeichnet. Zudem erhielt er 1988 das Ehrenzeichen der Sowjetunion, 1984 die Medaille „Für heldenmütige Arbeit“ sowie 1981 die Medaille „Für Auszeichnung in der Arbeit“.

### Als Trainer
Nach einem Engagement in der Nachwuchsabteilung des Lausanne HC nahm er zur Saison 2007/08 das Traineramt des HK MWD Balaschicha (11. Rang, Superliga) an und wechselte zur Saison 2008/09 zum HK Sibir Nowosibirsk (Kontinental Hockey Liga KHL, ehemals Superliga). Dort wurde er Ende Dezember 2008 aus dem Amt entlassen, nachdem der Verein bis zu jenem Zeitpunkt in der KHL nicht über den letzten Platz in der Division und den 20. Rang von insgesamt 24 beteiligten Mannschaften hinaus kam. Im Oktober 2009 übernahm er den Cheftrainerposten beim HK Dynamo Moskau, wo er bis Ende März 2010 unter Vertrag stand. Im Juni 2010 wurde er vom kasachischen Verein Barys Astana verpflichtet. Im Oktober 2010 übernahm er parallel die kasachische Eishockeynationalmannschaft. Am Ende der Saison 2010/11 wurde keiner der beiden Verträge verlängert. Im Dezember 2012 übernahm er den Trainerposten bei den Elite-A-Junioren des HC La Chaux-de-Fonds.
Seit 2014 trainiert er diverse Teams in der Nachwuchsbewegung des EHC SenSee-Future aus Düdingen. Er arbeitet über alle Stufen von den Kleinsten U9 bis hin zur U17 Top. Unter anderen arbeitet er zusammen mit seinem ehemaligen Teamkollegen Pascal Schaller.

## Erfolge und Auszeichnungen
| - 1981 Europapokal-Gewinn mit dem HK ZSKA Moskau - 1981 Sowjetischer Meister mit dem HK ZSKA Moskau - 1981 Medaille „Für Auszeichnung in der Arbeit“ - 1982 Europapokal-Gewinn mit dem HK ZSKA Moskau - 1982 Sowjetischer Meister mit dem HK ZSKA Moskau - 1982 Verdienter Meister des Sports der UdSSR - 1983 Europapokal-Gewinn mit dem HK ZSKA Moskau - 1983 Sowjetischer Meister mit dem HK ZSKA Moskau - 1984 Europapokal-Gewinn mit dem HK ZSKA Moskau - 1984 Sowjetischer Meister mit dem HK ZSKA Moskau - 1984 Medaille „Für heldenmütige Arbeit“ - 1985 Europapokal-Gewinn mit dem HK ZSKA Moskau - 1985 Sowjetischer Meister mit dem HK ZSKA Moskau - 1986 Europapokal-Gewinn mit dem HK ZSKA Moskau - 1986 Sowjetischer Meister mit dem HK ZSKA Moskau - 1987 Europapokal-Gewinn mit dem HK ZSKA Moskau - 1987 Sowjetischer Meister mit dem HK ZSKA Moskau | - 1988 Europapokal-Gewinn mit dem HK ZSKA Moskau - 1988 Sowjetischer Meister mit dem HK ZSKA Moskau - 1988 Sowjetischer Pokalsieger mit dem HK ZSKA Moskau - 1988 Bester Torschütze der Wysschaja Liga - 1988 Beste Angriffsreihe der Wysschaja Liga - 1988 Ehrenzeichen der Sowjetunion - 1989 Europapokal-Gewinn mit dem HK ZSKA Moskau - 1989 Sowjetischer Meister mit dem HK ZSKA Moskau - 1990 Europapokal-Gewinn mit dem HK ZSKA Moskau - 1990 Wertvollster Spieler der Wysschaja Liga - 1990 Beste Angriffsreihe der Wysschaja Liga - 1990 All-Star-Team der Wysschaja Liga - 1992 NLA Ausländer-All-Star-Team - 1993 NLA All-Star-Team - 1994 Bester Torschütze der NLA-Hauptrunde - 1994 Bester Torschütze der NLA-Playoffs - 1994 NLA All-Star-Team - 2011 Orden der Ehre |

### International
| - 1981 Goldmedaille bei der Weltmeisterschaft - 1981 Goldmedaille beim Canada Cup - 1982 Goldmedaille bei der Weltmeisterschaft - 1983 Goldmedaille bei der Weltmeisterschaft - 1984 Goldmedaille bei den Olympischen Winterspielen - 1985 Bronzemedaille bei der Weltmeisterschaft - 1986 Goldmedaille bei der Weltmeisterschaft - 1987 Silbermedaille bei der Weltmeisterschaft - 1987 Silbermedaille beim Canada Cup - 1988 Goldmedaille bei den Olympischen Winterspielen | - 1989 Goldmedaille bei der Weltmeisterschaft - 1990 Goldmedaille bei der Weltmeisterschaft - 1990 Bester Torschütze der Weltmeisterschaft - 1990 All-Star-Team der Weltmeisterschaft - 1992 Goldmedaille bei den Olympischen Winterspielen - 1992 Bester Torschütze der Olympischen Winterspiele - 1993 Goldmedaille bei der Weltmeisterschaft - 2011 Goldmedaille bei den Winter-Asienspielen (als Cheftrainer) - 2011 Aufstieg in die Top-Division bei der Weltmeisterschaft der Division I, Gruppe B (als Cheftrainer) - 2014 Aufnahme in die IIHF Hall of Fame |

## Karrierestatistik

### International
| Vertrat die UdSSR bei: - Weltmeisterschaft 1981 - Canada Cup 1981 - Weltmeisterschaft 1982 - Weltmeisterschaft 1983 - Olympischen Winterspielen 1984 - Weltmeisterschaft 1985 - Weltmeisterschaft 1986 - Weltmeisterschaft 1987 - Canada Cup 1987 - Olympischen Winterspielen 1988 - Weltmeisterschaft 1989 - Weltmeisterschaft 1990 | Vertrat das Vereinte Team bei: - Olympischen Winterspielen 1992 Vertrat Russland bei: - Weltmeisterschaft 1993 - Weltmeisterschaft 1995 |

(Legende zur Spielerstatistik: Sp oder GP = absolvierte Spiele; T oder G = erzielte Tore; V oder A = erzielte Assists; Pkt oder Pts = erzielte Scorerpunkte; SM oder PIM = erhaltene Strafminuten; +/− = Plus/Minus-Bilanz; PP = erzielte Überzahltore; SH = erzielte Unterzahltore; GW = erzielte Siegtore; 1 Play-downs/Relegation; Kursiv: Statistik nicht vollständig)